# Maria Verkündigung (Altenahr)

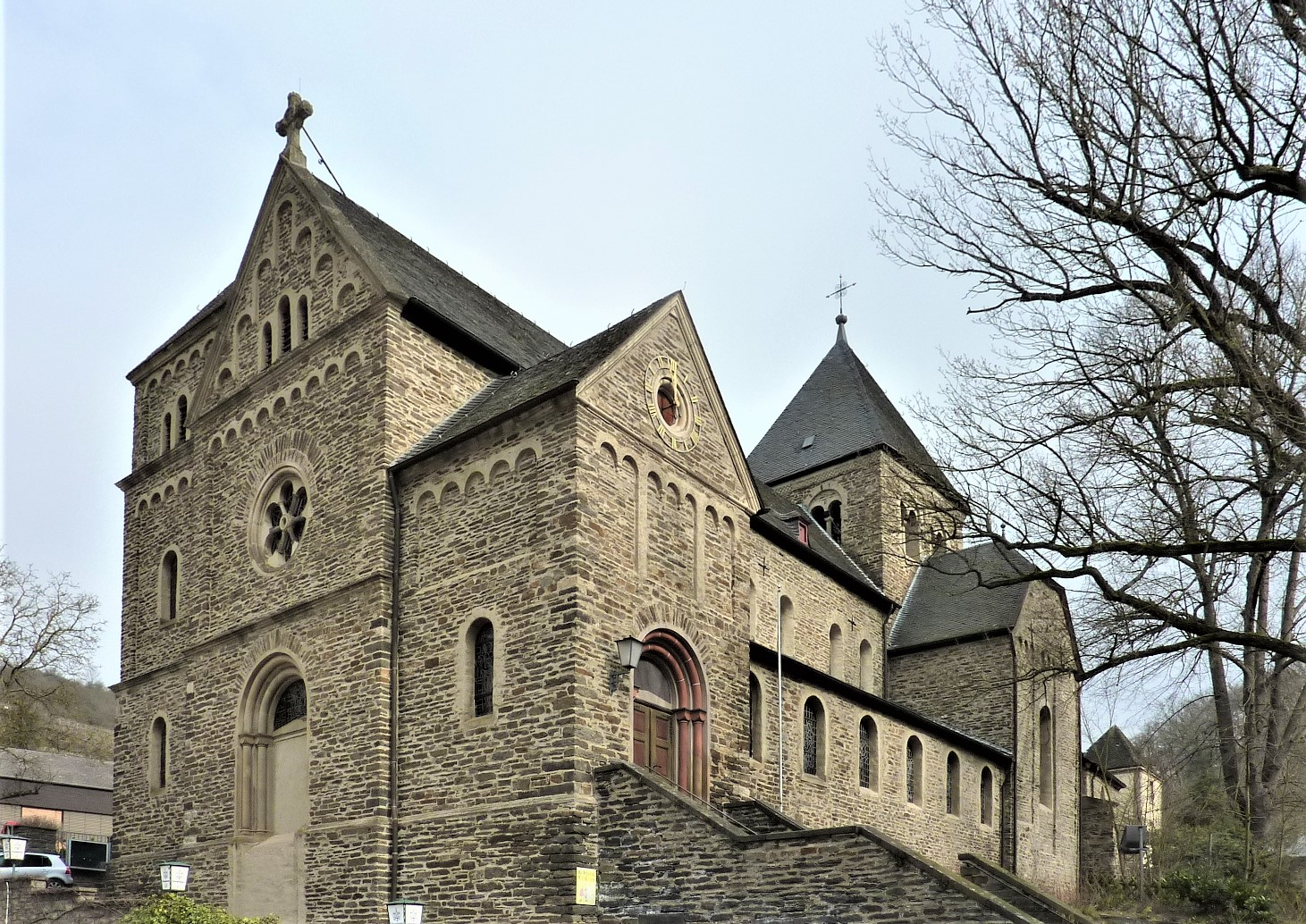
Pfarrkirche Maria Verkündigung in Altenahr

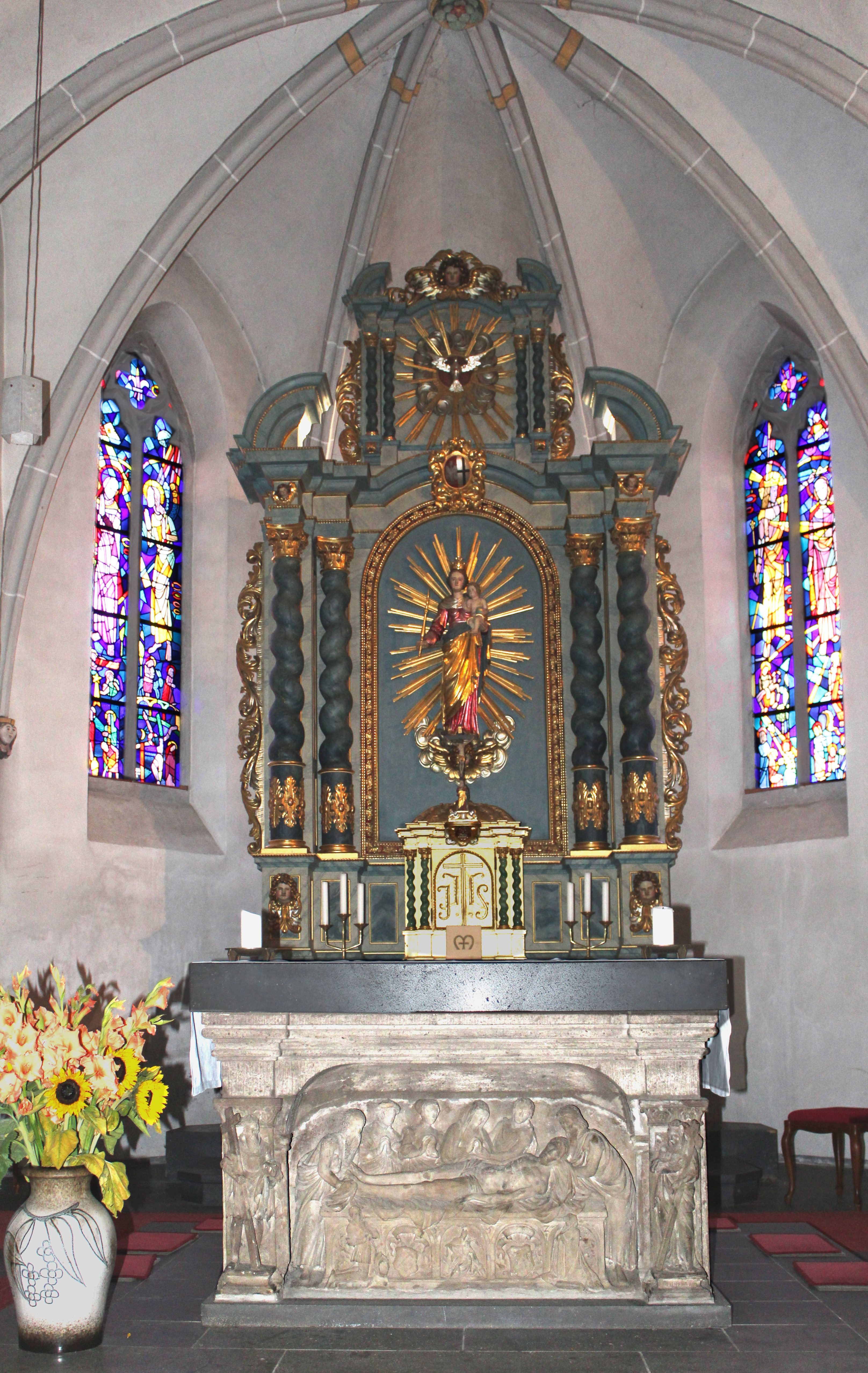
Hochaltar mit Zelebrationsaltar

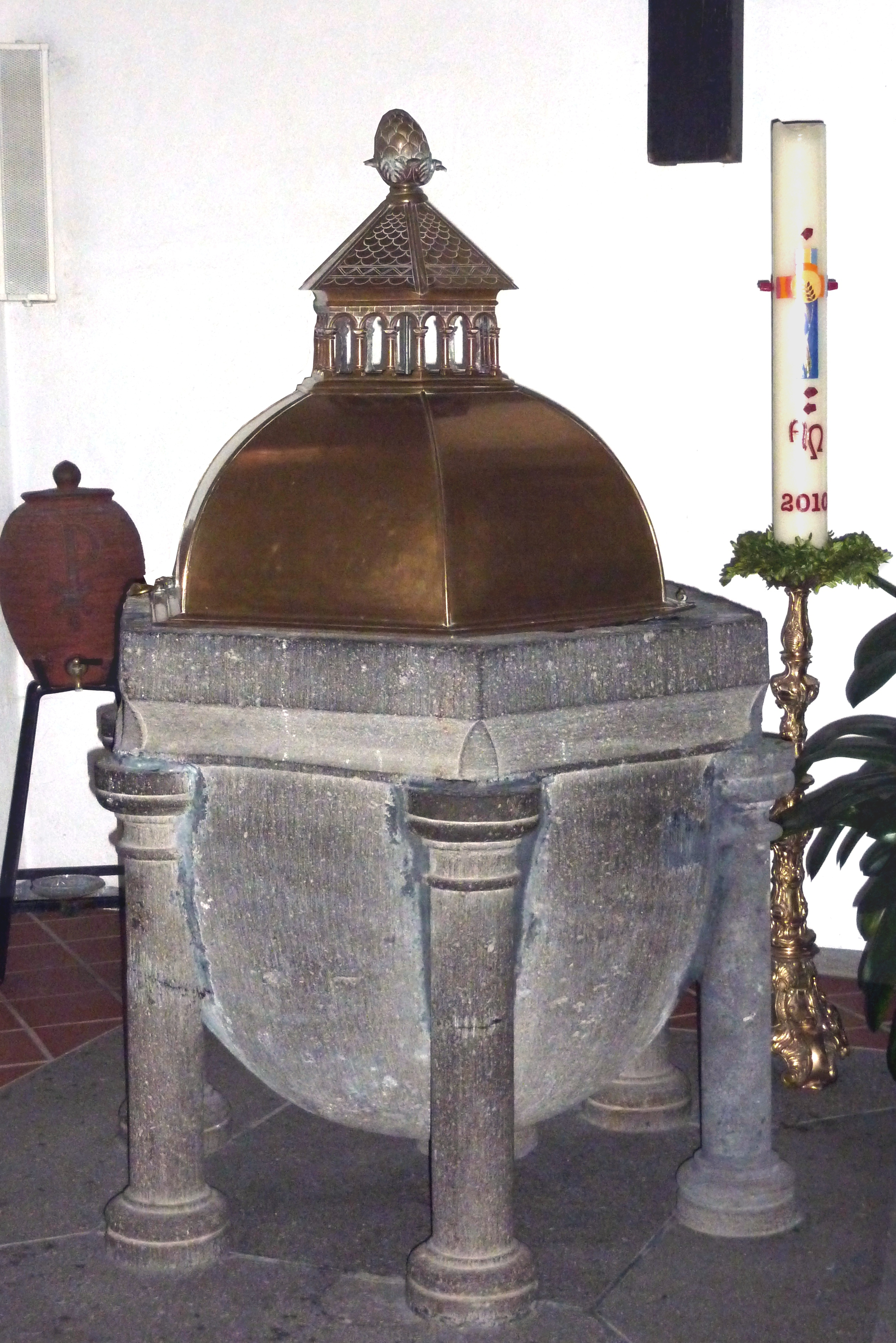
Taufbecken

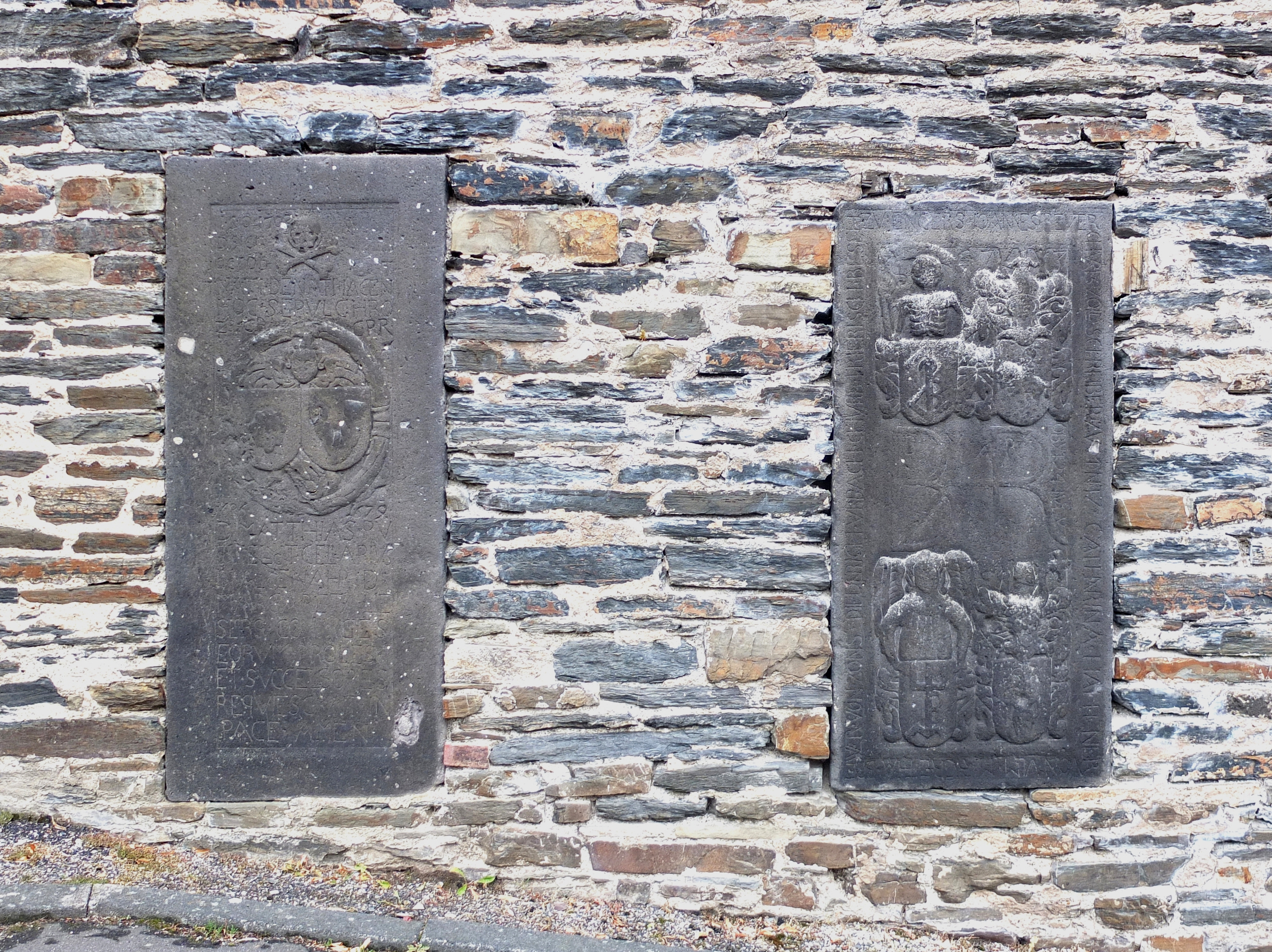
Epitaphe an der Westfassade, 17. und 18. Jahrhundert

Die Pfarrkirche Mariä Verkündigung ist eine denkmalgeschützte römisch-katholische Kirche in Altenahr, einer Ortsgemeinde im Landkreis Ahrweiler im nördlichen Rheinland-Pfalz.

## Geschichte
Die Kirche wurde im 12. Jahrhundert nach der Erbauung der Burg Are um 1100 durch die Grafen von Are als romanische Basilika errichtet und 1166 erstmals urkundlich erwähnt.
Anstelle einer früheren, höherreichenden Apsis wurde Anfang des 14. Jahrhunderts an den romanischen Bau der im Mai 1326 eingeweihte gotische Chor angebaut. Das Mittelschiff wurde im 15. Jahrhundert mit gekehlten, aus dem Kreuzgewölbe wachsenden, spätgotischen Rippen versehen, die vorher eingezogene Flachdecke wurde ersetzt. Ebenfalls aus dieser Zeit stammt das gesamte Kreuzgewölbe der Quer- und Seitenschiffe. Um 1500 wurde die heutige Fatimakapelle ursprünglich als Sakristei angebaut.
Nach einer schweren Zeit brachte der Rastatter Frieden von 1714 Ruhe für Altenahr und Zeit, die Kirche in Stand zu setzen und mit einheitlichen barocken Elementen zu versehen. Durch die neunmonatige Belagerung der Burg 1689/1690 und durch die Einäscherung des Ortes am 9. Januar 1690 erlitt die Kirche starke Schäden, weshalb die Visitationberichte aus dieser Zeit einen sehr schlechten Zustand beschreiben beziehungsweise gar keine mehr existieren.
Am Ende des 19. Jahrhunderts wurde die Kirche erweitert. Es wurden das südliche Querschiff mit einer großen Freitreppe und der nördliche Turm angebaut, das Langhaus wurde 1893 verlängert. Erst 1892 und 1893 erhielten die Fenster der Querschiffe ihre heutige Form; bis dahin waren sie kleiner und lagen höher. Ursprünglich hatte die Kirche neben einem Westportal noch zwei kleinere Eingänge an der Nord- und Südseite.
1927 wurde die im 16. Jahrhundert angebaute Sakristei zur Kirche hin geöffnet. Heute ist diese zu Ehren der Gefallenen des Ersten Weltkrieges eingerichtete Gedächtniskapelle als Fatimakapelle gestaltet. 1934 erfolgten Sicherungsarbeiten am Hauptschiff und an der Vierung. Von 1950 bis 1960 wurden kriegsbedingte Schäden beseitigt. 1978 und 1979 folgten mit der Trockenlegung der Außenmauern und der Erneuerung des Fußbodens und der Heizung weitgehend umfassendere Arbeiten an der Kirche. 1989/1990 wurden alle Dächer saniert sowie alte Hausteinteile gesichert und ergänzt.

## Baubeschreibung
Die Kirche ist eine spätromanische, dreischiffige Pfeilerbasilika mit nicht vortretendem Chorhaus. Der Chor ist ein gotischer Umbau einer romanischen Apsis aus dem Ende des 12. Jahrhunderts mit bis ans Dach reichenden Strebepfeilern. Die Pfeiler sind mit groben Gesichtsmasken als Anfang und einer Rosette als Schlussstein gestaltet. Dem Chor vorgesetzt ist ein breiter Spitzbogen gegen den östlichen Rundbogen der Vierung.
Zum ursprünglichen Bau zählen neben dem Vierungsturm auch zwei Querschiffe und das Langhaus mit den beiden Seitenschiffen. Durch vier Lisenen sind die nicht ausladenden Querschiffe aufgeteilt, das Mauerwerk des Langhauses ist jedoch ungegliedert. Der verbindende Rundbogenfries ist am südlichen Querschiff noch erhalten. Die Stirnseiten der Querschiffe sind mit Rundbogenfriese und Lisenen geschmückt. Die paarweise angelegten Obergadenfenster wurden durch Abfasung der Fensterbänke nach innen erweitert. Über jedem zweiten der quadratischen, Rundbogen stützenden Pfeiler kragen Wandvorlagen vor, entsprechend der paarigen Fensteranordnung. Der viereckige Turm wirkt gedrungen und wuchtig.

## Ausstattung
Wie aus dem 1683 veröffentlichtem Visitationsbericht hervorgeht, trugen die meisten Kirchenfenster zu jener Zeit Wappen der Burgmannsfamilien als Stifterwappen. Das dem Zelebrationsaltar vorgesetzte Bildwerk zeigt im Hochrelief sechs Klagende um den Leichnam Jesu und zwischen den fünf Bogenrahmen ist die Jahreszahl 1552 eingemeißelt. In den beiden äußeren Feldern knien die Stifter Coen von Blankart, an seiner Seite seine Gattin Maria von Boxmeer. Vier weitere Altäre werden neben dem Hochaltar Mariae Verkündigung 1574 noch genannt: der Michaelsaltar, der in einer eigenen Kapelle nördlich des Querschiffes stand, der Kreuzaltar, der Altar Johannes Baptistae und der Sebastianusaltar. Im 18. Jahrhundert gab es außerdem einen Bruderschaftsaltar zu Ehren Marias, Josefs und Jesu sowie einen tragbaren Altar zu Ehren der heiligen Apolonia und einem Matthiasaltar.
Im Anschluss an die Bauarbeiten von 1892/1893 wurde die alte Ausstattung der Kirche durch eine ebenfalls nicht mehr vorhandene ersetzt. Erhalten von der früheren Ausstattung blieben nur der aus Basaltlava gefertigte Taufstein aus dem 13. Jahrhundert, das Kruzifix aus dem 15. Jahrhundert und der barocke Hauptaltar von 1717, der 1934 aus alten Teilen aufwendig rekonstruiert wurde. Des Weiteren überstand ein barocker Seitenaltar die Zeit; er ist heute der Rahmen des Bildes der Mutter Maria der immerwährenden Hilfe.
In den 1960er-Jahren wurden neue Bänke, ein neuer Beichtstuhl und die Orgel angeschafft.
In den 1970er-Jahren kamen im Zuge der Liturgiereform der Ambo und der Zelebrationsaltar hinzu.

## Geläut
| Glocke            | Zeit    |
| ----------------- | ------- |
| Kreuzigungsglocke | 14. Jh. |
| Marienglocke      | 1333    |
| Marienglocke      | 1464    |
| Petrusglocke      | 1473    |

Überholt und durch zwei zusätzliche, größere Glocken ergänzt wurde das Geläute im Jahr 1964.

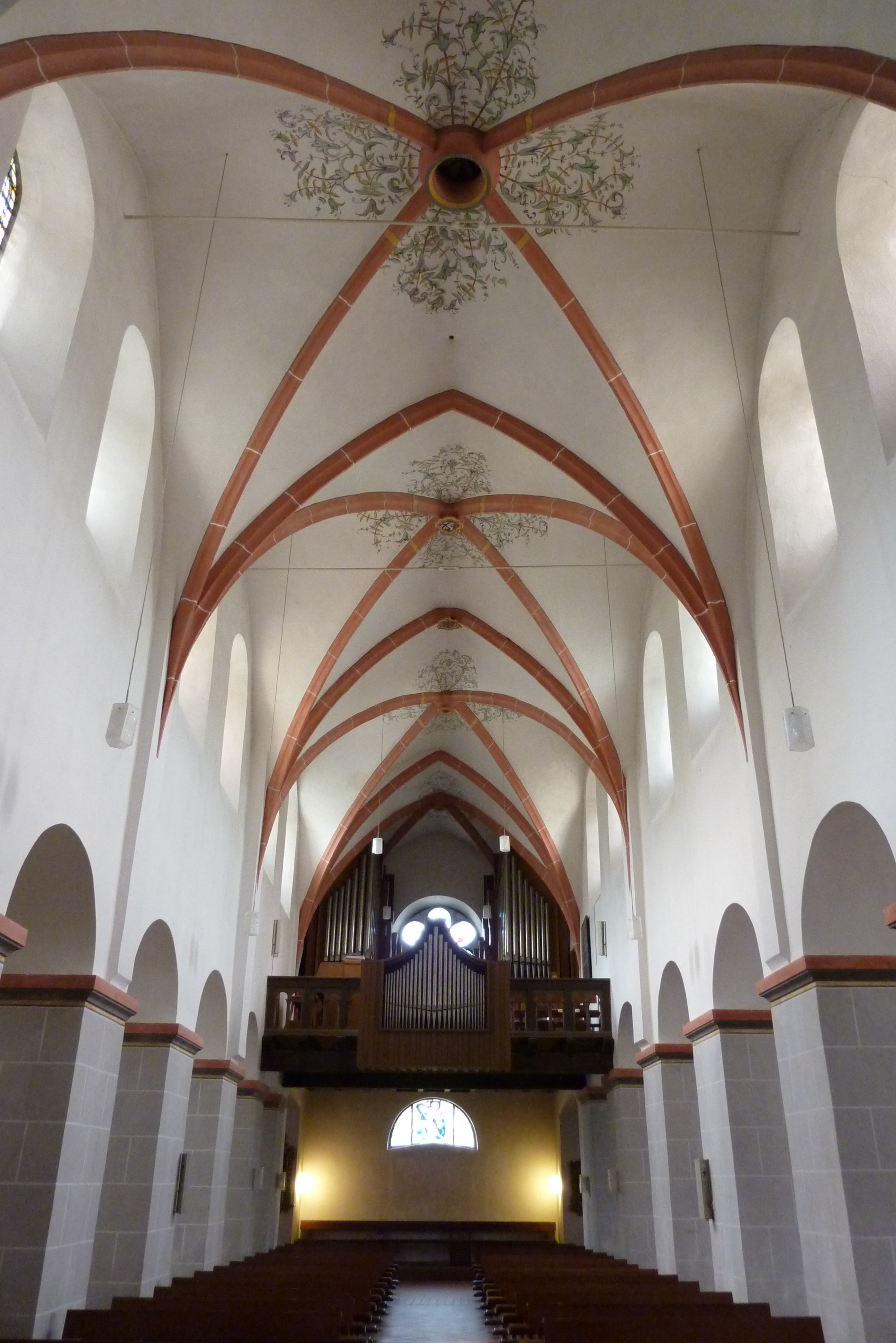
Mittelschiff
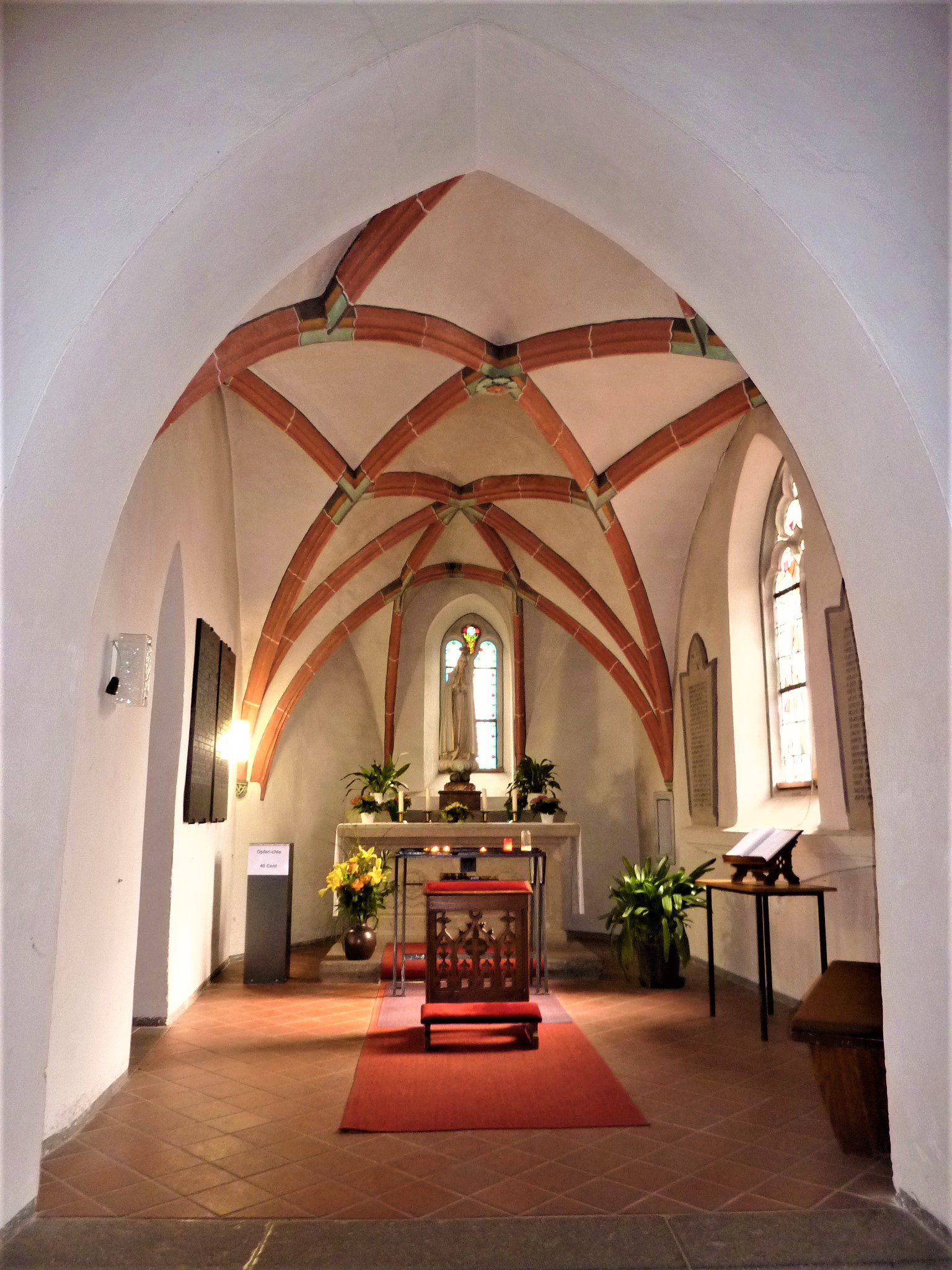
Fatimakapelle
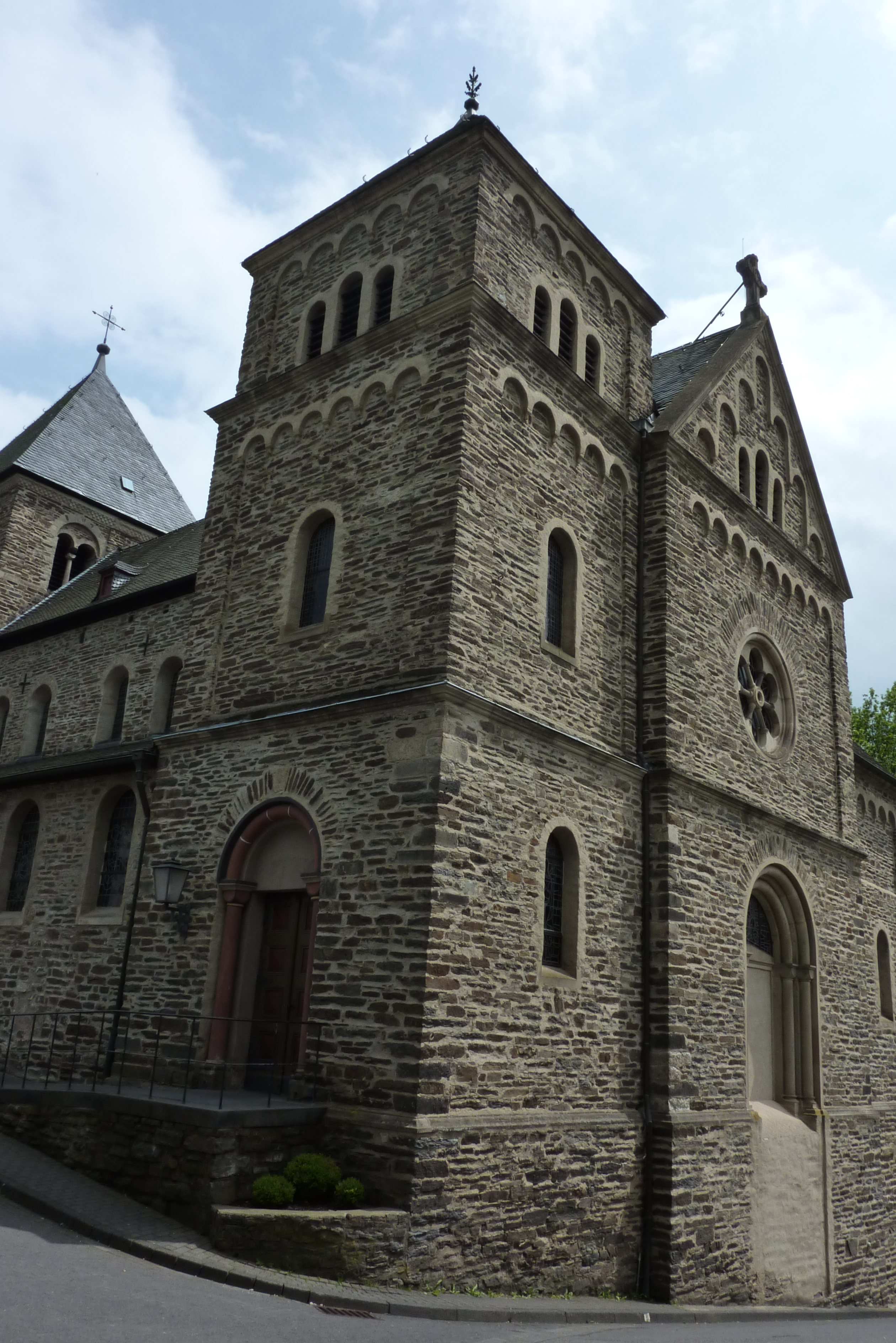
Ansicht Nordwest
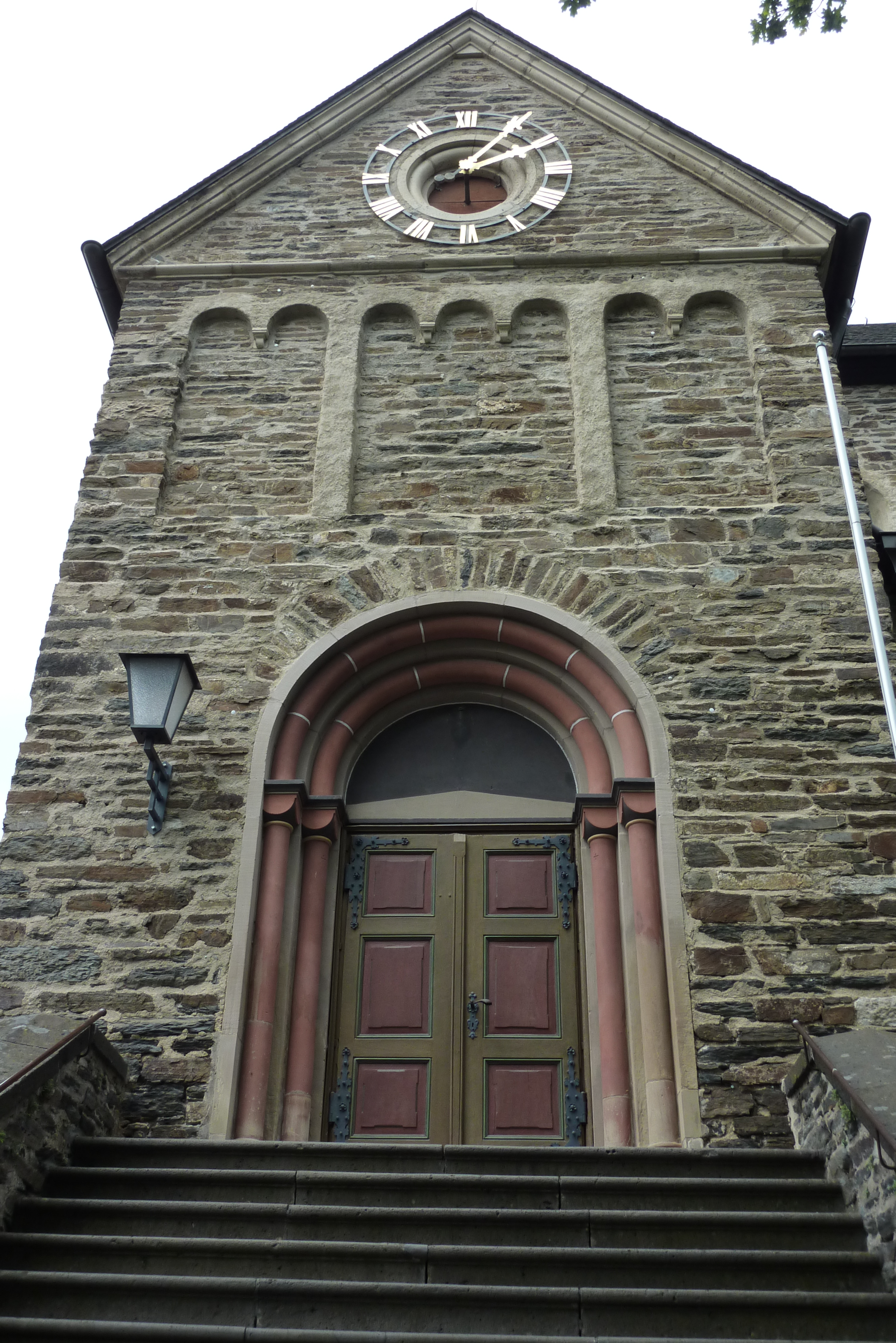
Portal Süd
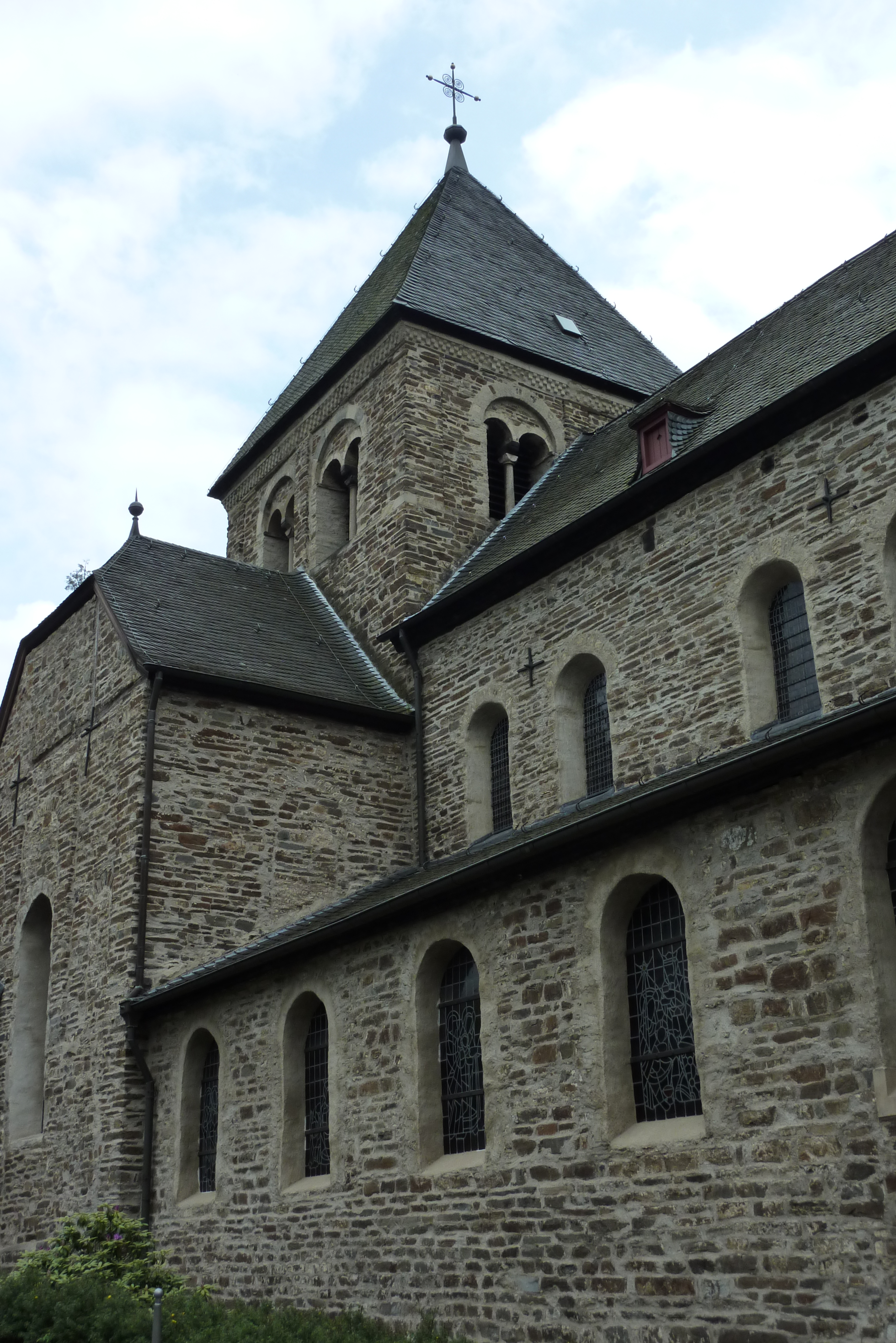
Fassade Nord
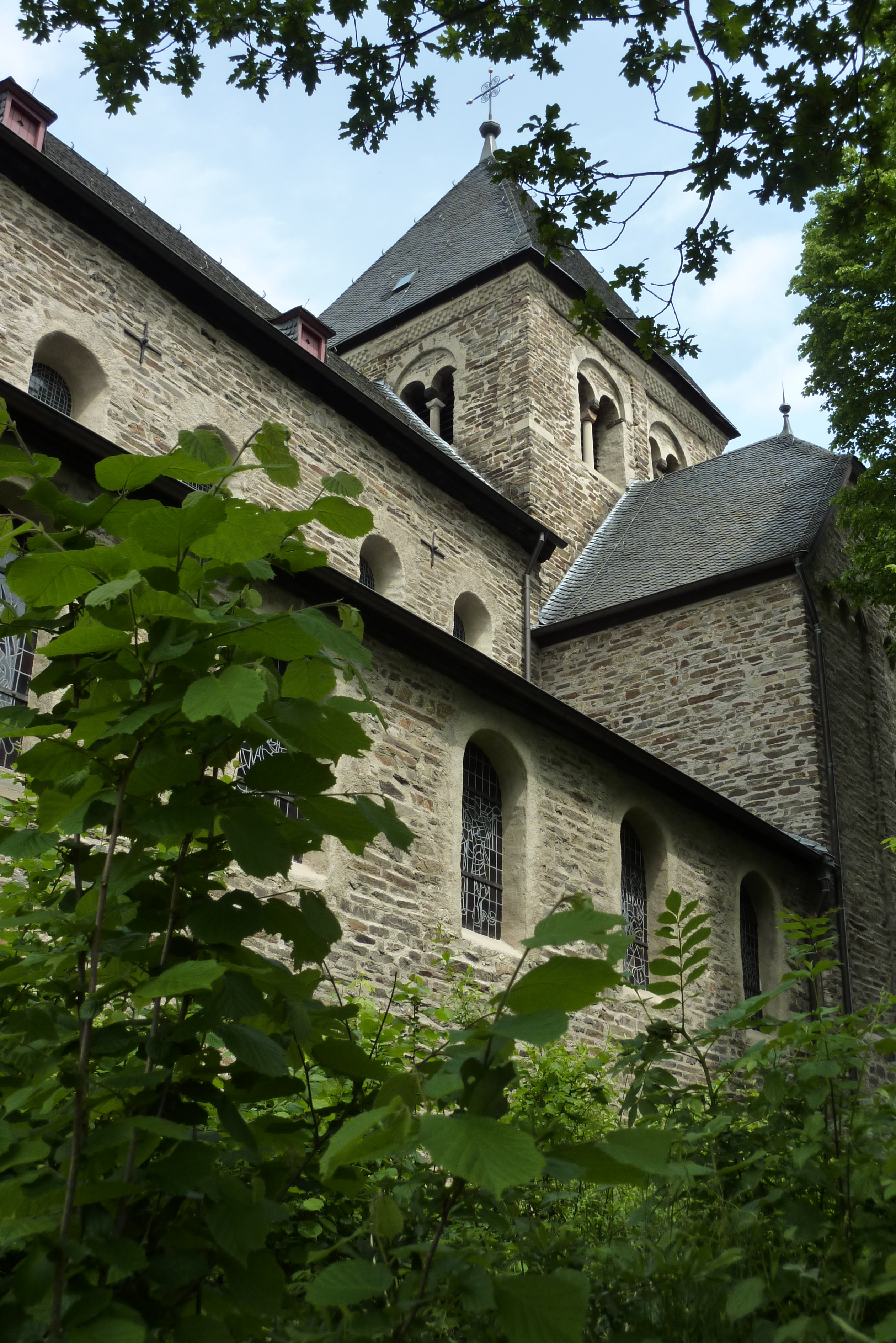
Fassade Süd
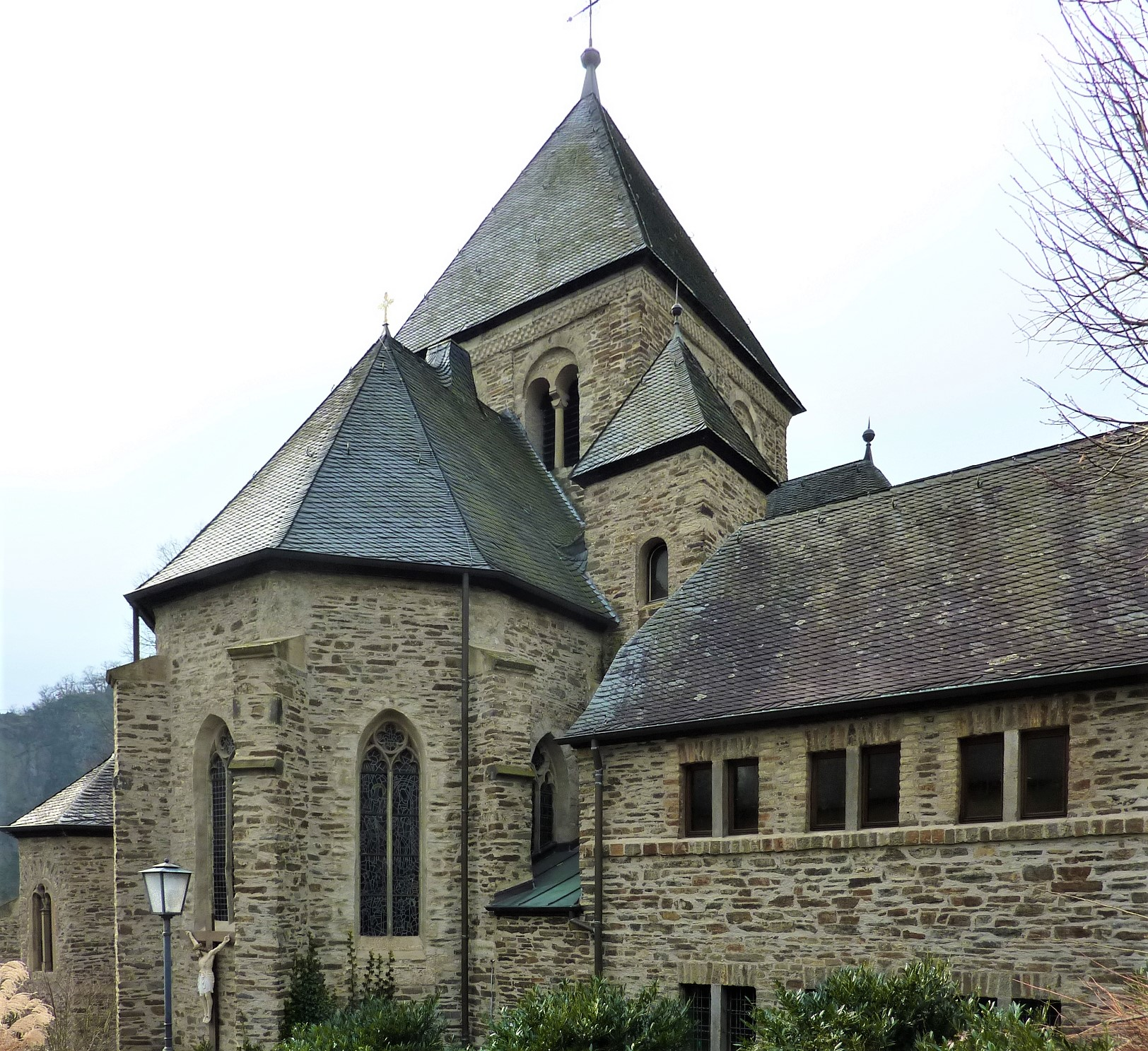
Chor (Außenansicht)